# Präsidentschaftswahl in Indien 2012

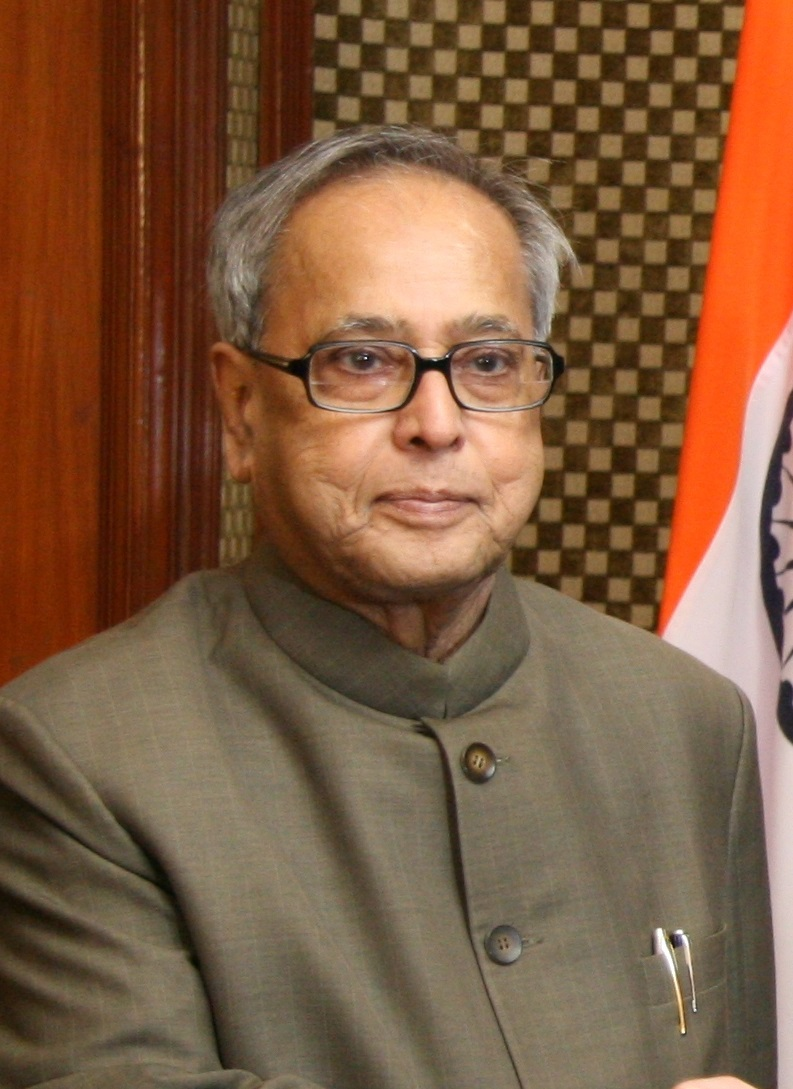
Pranab Mukherjee (2010)

Die Präsidentschaftswahl in Indien 2012 war die 14. Wahl des Staatspräsidenten in Indien seit der Unabhängigkeit und fand am 19. Juli 2012 statt. Gewählt wurde Pranab Mukherjee, der Kandidat der Kongresspartei.

## Vorgeschichte
Bei der vorangegangenen Wahl im Jahr 2007 war Pratibha Patil (Kongresspartei) zur Präsidentin gewählt worden. Sie hatte während ihrer fünfjährigen Amtszeit eine erneute Kandidatur für eine zweite Amtszeit ausgeschlossen und es regten sich auch im politischen Spektrum keine Stimmen, die sie dazu aufforderten. Gegen Ende ihrer Amtszeit, die am 24. Juli 2012 endete, entspannen sich Diskussionen um ihre Nachfolge.
Am 13. Juni 2012 erklärte die United Progressive Alliance (UPA), das von der Kongresspartei angeführte Parteienbündnis, den 76-jährigen amtierenden Finanzminister Pranab Mukherjee (Kongresspartei) als gemeinsamen Kandidaten aufstellen zu wollen. Damit zeigte sich jedoch die nach der Kongresspartei größte Partei der UPA, der All India Trinamool Congress unter seiner Parteiführerin Mamata Banerjee, nicht einverstanden. Banerjee schlug stattdessen eine Kandidatur des amtierenden Premierministers Manmohan Singh vor. Kurz darauf brachte sie in einer gemeinsamen Erklärung mit dem Parteiführer der Samajwadi Party (SP), Mulayam Singh Yadav, noch weitere Kandidatennamen ins Gespräch, unter anderem den des ehemaligen Präsidenten A. P. J. Abdul Kalam. In der Öffentlichkeit und vor allem auch in den sozialen Netzwerken war Abdul Kalam wiederholt als möglicher Kandidat genannt worden. Der parteilose Kalam hatte von 2002 bis 2007 als 11. Staatspräsident Indiens amtiert. Er erfreute sich in Meinungsumfragen einer größeren Popularität, was vor allem seiner Rolle in der Vergangenheit bei der Entwicklung und Erprobung indischer Atomwaffen und ballistischer Raketen zuzuschreiben war.
Die oppositionelle Bharatiya Janata Party (BJP) lehnte Mukherjee als Kandidaten der Kongresspartei ab und stellte eine Unterstützung Kalams in Aussicht, wenn auch andere Parteien, namentlich Trinamool Congress, Samajwadi Party und Nationalist Congress Party (NCP) mitzögen.
Am 16. Juni 2012 erklärte Yadav (SP) die Unterstützung seiner Partei für die Kandidatur Mukherjees. Angesichts der schwindenden Unterstützung für seine mögliche Kandidatur gab Kalam am 18. Juni 2012 bekannt, dass er bei der Wahl nicht als Kandidat zur Verfügung stünde. Nach dem Rückzug Kalams legte sich die von der BJP angeführte oppositionelle Parteienkoalition der National Democratic Alliance (NDA) auf den ehemaligen speaker der Lok Sabha, den aus Meghalaya stammenden Purno Agitok Sangma als gemeinsamen Kandidaten fest. Aber auch im Lager der NDA machten sich Risse bemerkbar. Am 3. Juli 2012 erklärte der Parteiführer der Janata Dal (United) (einer NDA-Partei) und Chief Minister von Bihar Nitish Kumar seine Unterstützung für die Kandidatur Mukherjees. Auch Shiv Sena, ebenfalls eine NDA-Partei, unterstützte die Kandidatur Mukherjees, wenngleich auch offensichtlich nur aus parteitaktischen Gründen.
Am 17. Juli 2012 erklärte auch Mamata Banerjee, für Mukherjee stimmen zu wollen.
P. A. Sangma wurde damit von der BJP mit der National Democratic Alliance, mit Ausnahme von Shiv Sena und Janata Dal (United) unterstützt. Dazu kamen noch die Biju Janata Dal und AIADMK.
Pranab Mukherjee wurde von der United Progressive Alliance, Shiv Sena, Janata Dal (United), der Samajwadi Party und einem Teil der Linksparteien (CPM, CPI, AIFB, RSP) unterstützt.

## Wahlmodus und Ablauf der Wahl
Im Wahlkollegium (Electoral College) wahlberechtigt waren 748 Abgeordnete von Lok Sabha und Rajya Sabha und 4120 Abgeordnete aus den Parlamenten der Bundesstaaten (eventuelle Vakanzen nicht berücksichtigt). Bei der Stimmenabgabe, die am 19. Juli 2012 stattfand, kam es zu einigen Fällen von cross voting, d. h. Abgeordnete stimmten abweichend von ihrer Parteilinie ab. Im BJP-regierten Bundesstaat Karnataka gewann Mukherjee deutlich mehr Stimmen, als den Mandaten der ihn unterstützenden Parteien entsprach. In Andhra Pradesh enthielten sich Telugu Desam Party und die Telangana Rashtra Samithi.

## Ergebnisse

### Gesamtergebnis
3.095 Parlamentarier mit 713.763 Stimmen (68,12 %) stimmten für Mukherjee, und 1.483 mit 315.987 (30,15 %) für P.G. Sangma. 81 Abgeordnete mit 18.221 Stimmen stimmten ungültig ab. Die Wahlbeteiligung betrug annähernd 95 %.
| Kandidat            | Abgeordnete von Lok Sabha und Rajya Sabha | Abgeordnete der Parlamente der Bundesstaaten | gewichtete Stimmen | in Prozent |
| ------------------- | ----------------------------------------- | -------------------------------------------- | ------------------ | ---------- |
| Pranab Mukherjee    | 527                                       | 2.568                                        | 713.763            | 68,12      |
| Purno Agitok Sangma | 206                                       | 1.277                                        | 315.987            | 30,15      |
| Ungültige           | zusammen 81                               | zusammen 81                                  | 18.221             | 1,73       |
| Gesamt              | zusammen 4.659                            | zusammen 4.659                               | 1.047.971          | 100,0      |

### Ergebnisse nach einzelnen Parlamenten

Mehrheiten nach Bundesstaaten:

Die folgende Tabelle zeigt die prozentualen Ergebnisse nach einzelnen Bundesstaaten und Unionsterritorien.
| Parlamentarier aus:       | Stimmen pro Abgeordneter | für Mukherjee | für Sangma |
| ------------------------- | ------------------------ | ------------- | ---------- |
| Lok Sabha und Rajya Sabha | 733                      | 72 %          | 28 %       |
| Andhra Pradesh            | 185                      | 98 %          | 2 %        |
| Arunachal Pradesh         | 56                       | 96 %          | 4 %        |
| Assam                     | 113                      | 89 %          | 11 %       |
| Bihar                     | 236                      | 62 %          | 38 %       |
| Chhattisgarh              | 89                       | 44 %          | 56 %       |
| Goa                       | 40                       | 22 %          | 78 %       |
| Gujarat                   | 182                      | 32 %          | 68 %       |
| Haryana                   | 82                       | 65 %          | 35 %       |
| Himachal Pradesh          | 67                       | 24 %          | 66 %       |
| Jammu und Kashmir         | 83                       | 82 %          | 18 %       |
| Karnataka                 | 220                      | 53 %          | 47 %       |
| Kerala                    | 124                      | 100 %         | 0 %        |
| Rajasthan                 | 198                      | 57 %          | 43 %       |
| Odisha                    | 141                      | 18 %          | 82 %       |
| Uttar Pradesh             | 398                      | 88 %          | 12 %       |
| Westbengalen              | 278                      | 99 %          | 1 %        |
| Madhya Pradesh            | 223                      | 33 %          | 67 %       |
| Maharashtra               | 272                      | 83 %          | 17 %       |
| Manipur                   | 59                       | 98 %          | 2 %        |
| Meghalaya                 | 57                       | 60 %          | 40 %       |
| Mizoram                   | 39                       | 82 %          | 18 %       |
| Delhi                     | 68                       | 66 %          | 34 %       |
| Tamil Nadu                | 193                      | 23 %          | 77 %       |
| Uttarakhand               | 69                       | 57 %          | 43 %       |
| Sikkim                    | 29                       | 97 %          | 3 %        |
| Tripura                   | 57                       | 98 %          | 2 %        |
| Jharkhand                 | 80                       | 75 %          | 25 %       |
| Punjab                    | 114                      | 39 %          | 61 %       |
| Nagaland                  | 58                       | 100 %         | 0 %        |
| Puducherry                | 28                       | 82 %          | 18 %       |
| Ergebnis                  | –                        | 69,31 %       | 30,69 %    |

## Nach der Wahl
Am 25. Juli 2012 wurde Pranab Mukherjee als 13. Präsident in der Geschichte des unabhängigen Indiens vereidigt. Eine Rechtsbeschwerde P.A. Sangmas aufgrund von vermeintlichen formalen Fehlern bei der Wahl wurde am 5. Dezember 2012 mit knapper Mehrheit durch den Supreme Court of India abgewiesen.